# Casa de câmbio
Uma casa de câmbio é uma empresa que oferece a troca de uma moeda por outra. A expressão da língua francesa bureau de change é amplamente usada na Europa e no Canadá francófono. Nos Estados Unidos e no Canadá anglófono, esse tipo de negócio é geralmente denominado "currency exchange".
As casas de câmbio podem ser postos físicos de instituições financeiras, com mono carteira de câmbio ou multicarteira, onde uma, necessariamente é de câmbio. Podem ainda ser entidades empresariais, não financeiras, atuando como correspondente cambial de uma instituição financeira com carteira de câmbio. São dedicadas à compra e venda de papel moeda de diferentes países e outros instrumentos monetários, tais como cheques em moeda estrangeira, cartões de débito internacional, físicos ou virtuais. As divisas mais comumente trocadas são o dólar americano, o euro, a libra esterlina e o iene.
O mercado de câmbio engloba as casas de câmbio e todos os agentes econômicos que realizam transações com o exterior, sendo regulamentado pelo Banco Central segundo sua política cambial..